# NGC 38
NGC 38 (ook wel PGC 818 of MCG -1-1-47) is een sterrenstelsel in het spiraalvormig sterrenstelsel Vissen.
NGC 38 werd op 25 oktober 1881 ontdekt door de Franse astronoom Édouard Jean-Marie Stephan.